# Cosmas de Praga
Cosmas de Praga (ca. 1045-21 de octubre de 1125) fue un religioso, escritor e historiador checo nacido de una noble familia de Bohemia. Entre 1075 y 1081, estudió en Lieja. A su regreso a Bohemia se casó con Božetěcha, con la que tuvo probablemente un hijo que fue capellán. En 1086 Cosmas fue nombrado racionero de Praga, un cargo que le aseguraba una cómoda posición social y le permitió viajar frecuentemente por Europa.
Su obra capital, escrita en latín, lleva por título Chronica Bohemorum (Crónica checa) y está dividida en tres libros:
- El primero, concluido en 1119, comienza con la creación del mundo y finaliza con el año 1038. Describe la fundación del Estado checo por los primeros eslavos de Bohemia alrededor del año 600 y la instauración de la dinastía de los reyes de Bohemia con los legendarios Přemysl y su esposa Libuše.
- El segundo comprende los años 1038-1092 con los reinados de Brestislao I y Vladislao I de Bohemia.
- El tercero abarca el periodo 1092-1125 y la guerra civil que estalló a la muerte de Vratislav. Termina con el reinado de Vladislav I de Bohemia, entre 1109 y 1125, año de la muerte de Cosmas.